# Sophia Flörschová
Sophia Flörschová, nepřechýleně Flörsch, (* 1. prosince 2000 Mnichov) je německá automobilová závodnice.
Se závoděním začala v pěti letech na motokárách. V roce 2015 jezdila ve Velké Británii sérii Ginetta Junior Championship, v letech roku 2016–2017 závodila ve Formuli 4 německou a italskou sérii. V březnu 2018 vstoupila do formule 3 ve španělském týmu Campos Racing.
Za výkony v roce 2019 převzala světovou sportovní cenu Laureus v kategorii návrat roku.

## Osobní život
Jejím otcem je podnikatel Alexander Flörsch. Studovala gymnázium Oberhaching.

## Závodní kariéra

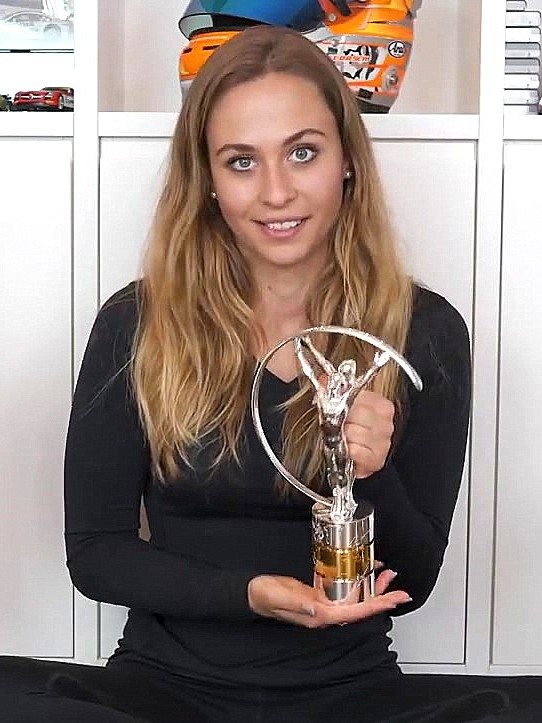
Flörschová s Laureusem za návrat roku

V roce 2005, ve svých pěti letech, začala závodit v motokárách. Od roku 2008 do roku 2014 se zúčastnila různých motokárových sérií po celé Evropě prostřednictvím Kart Sport. Stala se první ženou a také nejmladší účastníkem ve třech sériích, kterých se účastnila, a to v roce 2008 SAKC Championship, v roce 2009 ADAC German Championship a v roce 2010 Evropského šampionátu Easykart. Byla také kandidátkou do juniorského týmu F1 Red Bull.

### Ginetta Junior UK
V roce 2015 se se zúčastnila britského šampionátu vozů Ginetta Junior Championship za tým HHC Motorsport. Během sezóny získala dvě vítězství a další dvě umístění na stupních vítězů. Do historie se zapsala vítězstvími na okruhu Thruxton, díky kterým se stala nejmladším závodníkem a také prvním nováčkem, který dokázal vyhrál dva ze dvou závodů o jednom víkendu. Její sezóna byla v polovině ukončena z finančních důvodu v okamžiku, kdy v průběžném pořadí byla na 3. místě a vedla kategorii nováčků. Její auto pro sezónu mělo číslo 14 a dala mu jméno Paul.

### Formule 4
V roce 2015 podepsala smlouvu s týmem Motopark, za který v roce 2016 jezdila německou sérii ADAC Formule 4. Svůj vůz s číslem 99 pojmenovala Hugo. Hned v jejím prvním závodě na 9. místě, čímž se stala první ženou, která v této sérii získala body. V jejím třetím závodě téměř dosáhla svého prvního pódia, několik kol před cílem ale byla zasažena soupeřem a propadla se na 5. místo. Její první nejrychlejší kolo v sezóně přišlo ve 3. závodě v Zandvoortu, v závodě ovlivněném špatnými povětrnostními podmínkami. Pro rok 2017 přestoupila k týmu Mücke Motorsport, za který jezdila v německé a italské sérii.

## Shrnutí kariéry
| Sezóna | Série                       | Tým                  | Závody | Vítězství | Pole Position | Nejrychl. kola | Stupně vítězů | Body | Umístění |
| ------ | --------------------------- | -------------------- | ------ | --------- | ------------- | -------------- | ------------- | ---- | -------- |
| 2015   | Ginetta Junior Championship | HHC Motorsport       | 10     | 2         | 1             | 1              | 4             | 211  | 11       |
| 2016   | ADAC Formula 4              | Motopark             | 21     | 0         | 0             | 1              | 0             | 25   | 19       |
| 2017   | ADAC Formula 4              | BWT Mücke Motorsport | 18     | 0         | 0             | 2              | 2             | 71   | 13       |
| 2017   | Italian F4 Championship     | BWT Mücke Motorsport | 9      | 0         | 0             | 0              | 0             | 28   | 14*      |

* Sezóna neaktualizována k jejímu závěru

### Ginetta Junior Championship
| Legenda k tabulce | Legenda k tabulce                                                                       |
| Barva             | Výsledek                                                                                |
| ----------------- | --------------------------------------------------------------------------------------- |
| Zlatá             | Vítěz                                                                                   |
| Stříbrná          | 2. místo                                                                                |
| Bronzová          | 3. místo                                                                                |
| Zelená            | Bodované umístění                                                                       |
| Modrá             | Nebodované umístění                                                                     |
| Modrá             | Dokončil neklasifikován (NC)                                                            |
| Fialová           | Odstoupil (Ret)                                                                         |
| Červená           | Nekvalifikoval se (DNQ)                                                                 |
| Červená           | Nepředkvalifikoval se (DNPQ)                                                            |
| Černá             | Diskvalifikován (DSQ)                                                                   |
| Bílá              | Nestartoval (DNS)                                                                       |
| Bílá              | Závod zrušen (C)                                                                        |
| Světle modrá      | Pouze trénoval (PO)                                                                     |
| Světle modrá      | Páteční testovací jezdec (TD)                                                           |
| Bez barvy         | Netrénoval (DNP)                                                                        |
| Bez barvy         | Vyřazen (EX)                                                                            |
| Bez barvy         | Nepřijel (DNA)                                                                          |
| Bez barvy         | Odvolal účast (WD)                                                                      |
| Bez barvy         | Nezúčastnil se (prázdné)                                                                |
| Označení          | Význam                                                                                  |
| Tučnost           | Pole position                                                                           |
| Kurzíva           | Nejrychlejší kolo                                                                       |
| †                 | Jezdec nedojel do cíle, ale byl klasifikován, protože odjel více než 90 % délky závodu. |
| ‡                 | Byl udělován poloviční počet bodů, protože bylo odjeto méně než 75 % délky závodu.      |
| Horní index       | Umístění bodujících jezdců ve sprintu                                                   |

| Rok  | Tým            | Číslo | Auto        | 1-2 | 1-2 | 3-4 | 3-4 | 5-6 | 5-6 | 7-8 | 7-8 | 9-10 | 9-10 | 11-12 | 11-12 | 13-14 | 13-14 | 15-16 | 15-16 | 17-18 | 17-18 | 19-20 | 19-20 | Body | Umístění |
| ---- | -------------- | ----- | ----------- | --- | --- | --- | --- | --- | --- | --- | --- | ---- | ---- | ----- | ----- | ----- | ----- | ----- | ----- | ----- | ----- | ----- | ----- | ---- | -------- |
| 2015 | HHC Motorsport | 14    | Ginetta G40 | BHI | BHI | DON | DON | THR | THR | OUL | OUL | CRO  | CRO  | SNE   | SNE   | KNO   | KNO   | ROC   | ROC   | SIL   | SIL   | BHGP  | BHGP  | 211  | 11       |
| 2015 | HHC Motorsport | 14    | Ginetta G40 | 5   | 21  | 8   | 8   | 1   | 1   | 4   | 4   | 2    | 3    | -     | -     | -     | -     | -     | -     | -     | -     | -     | -     | 211  | 11       |

### ADAC F4 Germany powered by Abarth
| Legenda k tabulce | Legenda k tabulce                                                                       |
| Barva             | Výsledek                                                                                |
| ----------------- | --------------------------------------------------------------------------------------- |
| Zlatá             | Vítěz                                                                                   |
| Stříbrná          | 2. místo                                                                                |
| Bronzová          | 3. místo                                                                                |
| Zelená            | Bodované umístění                                                                       |
| Modrá             | Nebodované umístění                                                                     |
| Modrá             | Dokončil neklasifikován (NC)                                                            |
| Fialová           | Odstoupil (Ret)                                                                         |
| Červená           | Nekvalifikoval se (DNQ)                                                                 |
| Červená           | Nepředkvalifikoval se (DNPQ)                                                            |
| Černá             | Diskvalifikován (DSQ)                                                                   |
| Bílá              | Nestartoval (DNS)                                                                       |
| Bílá              | Závod zrušen (C)                                                                        |
| Světle modrá      | Pouze trénoval (PO)                                                                     |
| Světle modrá      | Páteční testovací jezdec (TD)                                                           |
| Bez barvy         | Netrénoval (DNP)                                                                        |
| Bez barvy         | Vyřazen (EX)                                                                            |
| Bez barvy         | Nepřijel (DNA)                                                                          |
| Bez barvy         | Odvolal účast (WD)                                                                      |
| Bez barvy         | Nezúčastnil se (prázdné)                                                                |
| Označení          | Význam                                                                                  |
| Tučnost           | Pole position                                                                           |
| Kurzíva           | Nejrychlejší kolo                                                                       |
| †                 | Jezdec nedojel do cíle, ale byl klasifikován, protože odjel více než 90 % délky závodu. |
| ‡                 | Byl udělován poloviční počet bodů, protože bylo odjeto méně než 75 % délky závodu.      |
| Horní index       | Umístění bodujících jezdců ve sprintu                                                   |

| Rok  | Tým                  | Číslo | Formule               | 1-3 | 1-3 | 1-3 | 4-6 | 4-6 | 4-6 | 7-9 | 7-9 | 7-9 | 10-12 | 10-12 | 10-12 | 13-15 | 13-15 | 13-15 | 16-18 | 16-18 | 16-18 | 19-21 | 19-21 | 19-21 | 22-24 | 22-24 | 22-24 | Body | Umístění |
| ---- | -------------------- | ----- | --------------------- | --- | --- | --- | --- | --- | --- | --- | --- | --- | ----- | ----- | ----- | ----- | ----- | ----- | ----- | ----- | ----- | ----- | ----- | ----- | ----- | ----- | ----- | ---- | -------- |
| 2016 | Motopark             | 99    | Tatuus F4-T014 Abarth | OSC | OSC | OSC | SAC | SAC | SAC | LAU | LAU | LAU | OSC   | OSC   | OSC   | RBR   | RBR   | RBR   | NÜR   | NÜR   | NÜR   | ZAN   | ZAN   | ZAN   | HOC   | HOC   | HOC   | 25   | 19       |
| 2016 | Motopark             | 99    | Tatuus F4-T014 Abarth | 8   | X   | 5   | 14  | 7   | 10  | 13  | 20  | 27  | 14    | 20    | 10    | 16    | 27    | 10    | 12    | 14    | 9     | X     | X     | 29    | 28    | 12    | 18    | 25   | 19       |
| 2017 | BWT Mücke Motorsport | 4     | Tatuus F4-T014 Abarth | OSC | OSC | OSC | LAU | LAU | LAU | RBR | RBR | RBR | OSC   | OSC   | OSC   | NÜR   | NÜR   | NÜR   | SAC   | SAC   | SAC   | HOC   | HOC   | HOC   |       |       |       | 71   | 13       |
| 2017 | BWT Mücke Motorsport | 4     | Tatuus F4-T014 Abarth | 15  | 13  | 22  | X   | 7   | 6   | 18  | X   | 19  | 8     | 10    | X     | 19    | 12    | 11    | 6     | 3     | 7     | NS    | 3     | 7     |       |       |       | 71   | 13       |

* Sezóna neaktualizována k jejímu závěru

### Italian F4 Championship powered by Abarth
| Legenda k tabulce | Legenda k tabulce                                                                       |
| Barva             | Výsledek                                                                                |
| ----------------- | --------------------------------------------------------------------------------------- |
| Zlatá             | Vítěz                                                                                   |
| Stříbrná          | 2. místo                                                                                |
| Bronzová          | 3. místo                                                                                |
| Zelená            | Bodované umístění                                                                       |
| Modrá             | Nebodované umístění                                                                     |
| Modrá             | Dokončil neklasifikován (NC)                                                            |
| Fialová           | Odstoupil (Ret)                                                                         |
| Červená           | Nekvalifikoval se (DNQ)                                                                 |
| Červená           | Nepředkvalifikoval se (DNPQ)                                                            |
| Černá             | Diskvalifikován (DSQ)                                                                   |
| Bílá              | Nestartoval (DNS)                                                                       |
| Bílá              | Závod zrušen (C)                                                                        |
| Světle modrá      | Pouze trénoval (PO)                                                                     |
| Světle modrá      | Páteční testovací jezdec (TD)                                                           |
| Bez barvy         | Netrénoval (DNP)                                                                        |
| Bez barvy         | Vyřazen (EX)                                                                            |
| Bez barvy         | Nepřijel (DNA)                                                                          |
| Bez barvy         | Odvolal účast (WD)                                                                      |
| Bez barvy         | Nezúčastnil se (prázdné)                                                                |
| Označení          | Význam                                                                                  |
| Tučnost           | Pole position                                                                           |
| Kurzíva           | Nejrychlejší kolo                                                                       |
| †                 | Jezdec nedojel do cíle, ale byl klasifikován, protože odjel více než 90 % délky závodu. |
| ‡                 | Byl udělován poloviční počet bodů, protože bylo odjeto méně než 75 % délky závodu.      |
| Horní index       | Umístění bodujících jezdců ve sprintu                                                   |

| Rok  | Tým                  | Číslo | Formule               | 1   | 1   | 1   | 2   | 2   | 2   | 3   | 3   | 3   | 4   | 4   | 4   | 5   | 5   | 5   | 6   | 6   | 6   | 7   | 7   | 7   | Body | Umístění |
| ---- | -------------------- | ----- | --------------------- | --- | --- | --- | --- | --- | --- | --- | --- | --- | --- | --- | --- | --- | --- | --- | --- | --- | --- | --- | --- | --- | ---- | -------- |
| 2017 | BWT Mücke Motorsport | 4     | Tatuus F4-T014 Abarth | MIS | MIS | MIS | ADR | ADR | ADR | VAL | VAL | VAL | MUG | MUG | MUG | IMO | IMO | IMO | MUG | MUG | MUG | MNZ | MNZ | MNZ | 28   | 14*      |
| 2017 | BWT Mücke Motorsport | 4     | Tatuus F4-T014 Abarth | 19  | 21  | X   | 7   | 9   | 5   | 22  | 7   | 8   | -   | -   | -   | -   | -   | -   |     |     |     |     |     |     | 28   | 14*      |

* Sezóna neaktualizována k jejímu závěru